# برغوث مشابه
برغوث مشابه (الاسم العلمي: Pulex simulans) هو نوع من الحشرات يتبع جنس البرغوث من فصيلة البراغيث.